# Jabreilles-les-Bordes

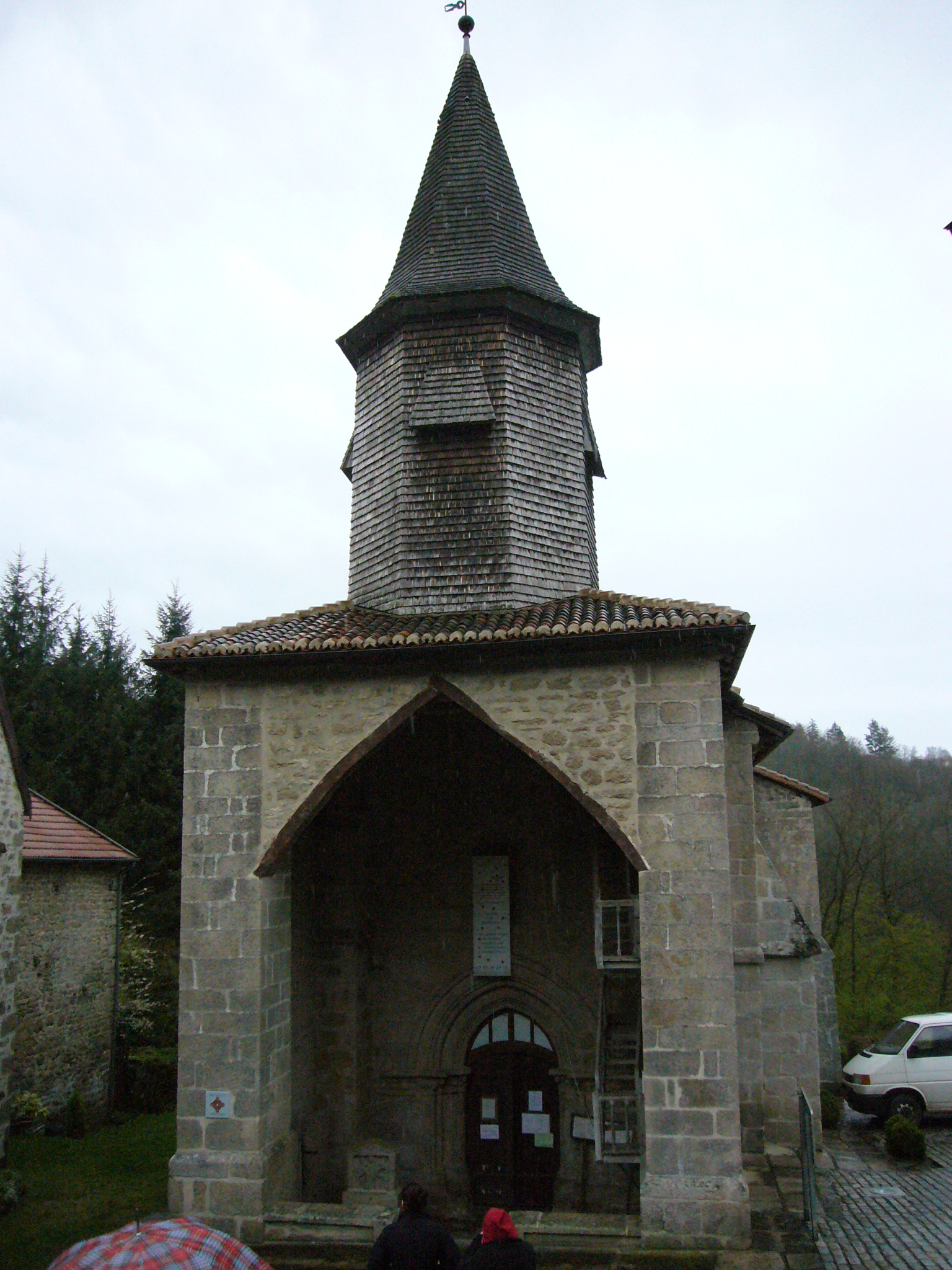
Kerk

Jabreilles-les-Bordes is een gemeente in het Franse departement Haute-Vienne (regio Nouvelle-Aquitaine) en telt 229 inwoners (1999). De plaats maakt deel uit van het arrondissement Limoges.

## Geografie
De oppervlakte van Jabreilles-les-Bordes bedraagt 18,5 km², de bevolkingsdichtheid is 12,4 inwoners per km².
De onderstaande kaart toont de ligging van Jabreilles-les-Bordes met de belangrijkste infrastructuur en aangrenzende gemeenten.

## Demografie
Onderstaande figuur toont het verloop van het inwonertal (bron: INSEE-tellingen).

1. ↑  Populations de référence 2022.